# Традиционный костюм ганноверских вендов
Традиционный костюм ганноверских вендов — историческая одежда сельского населения в районе Люхов-Данненберг на востоке Нижней Саксонии, известном как "Ганноверский Вендланд" из-за своего славянского прошлого.

## История
Судя по свидетельству Яна Парума Шульце в написанной им Вендландской хронике, уже при его жизни народ ориентировался на стандартный для немцев стиль одежды. Женские корсажи на китовом усе и с короткими полами сменялись корсажами без жёстких рёбер и с полами той же длины, что и юбка; если в конце XVII в. все незамужние девушки посещали церковь с непокрытыми распущенными волосами, и лишь некоторые женщины надевали на службу чёрные или цветные чепчики, то с 1700 г. появились всевозможные яркие чепцы (в том числе в крупный золотистый цветочек или из пёстрого шёлка), уступив после 1720 г. чепцам из бесцветного шёлка или дамаста — но обязательно с отделкой золотым либо серебряным галуном. Мужской наряд также отвечал моде, включая в себя камзол без рукавов, кюлоты до колен и присборенный кафтан. Упоминаемые Шульце украшения, тонкие шейные платки и хлопчатобумажные фартуки были отнюдь не дешёвы, что указывает на ещё тогдашнюю тягу вендландцев к щегольству.
После окончательной германизации региона костюм продолжил развитие. В начале XIX в. он уже имел узнаваемые черты, но восприниматься как целостный образ стал позже 1840 г., олицетворив время, когда Вендланд испытывал экономический подъём благодаря росту местного производства льняных тканей. В 1852 г. странствующий писатель Эдуард Циген отметил «чрезвычайно оригинальный наряд вендландок», с которым, по его мнению, мало какой из остальных немецких мог сравниться в затейливости и дороговизне.
Далее (с запозданием относительно южных регионов Германии) наступает период историзации и фольклоризации. Комплекты вендского костюма были впервые специально продемонстрированы в 1862 г. в Люхове для 30-40 членов Центрального комитета Королевского сельскохозяйственного общества, приехавших из Целле. Второй парад состоялся в 1865 г. в связи с визитом ганноверского короля Георга V.
Примерно с 1880-х гг. в Вендланде перестают носить народное. Своевременно возникает краеведческое движение, пионером которого в Нижней Саксонии был Ганс Мюллер-Брауэль (1867—1940). В 1893 г. после получения в дар соответствующей одежды (и утвари) Люнебургский музей оборудовал первую тематическую галерею, так называемую «вендскую комнату». Облачение вендов коллекционировал и основанный в 1892 г. Музей Боманна в Целле. В 1905 г. Карлом Менте в Люхове учреждён Вендландский клуб древностей (Wendländische Altertumsverein), заботившийся в том числе о сохранении костюма путём собирательства и просветительских лекций вплоть до гитлеровской эпохи; аналогичные задачи выполнял созданный в 1920-е гг. Общественный клуб (Gesellschaftsverein). В 1930 г. открыт первый краеведческий музей района Люхов-Данненберг, с нарядами в отделе этнографии.
Традиционная одежда Вендланда задействовалась на юбилейных (700-летие Зальцведеля в 1933 г., 1000-летие Йетцеля в 1955 г., 800-летие Люхова в 1958 г.) и прочих мероприятиях. Сейчас её репрезентирует местный танцевальный ансамбль De Öwerpetters e.V., существующий с 1973 г.

## Характеристика
Стандарт традиционного костюма задавали влиятельные семьи внутри отдельно взятого прихода, и разные сословия (фермеры, безземельные поселяне, подёнщики и т.д.) воплощали его по-разному. Нельзя сказать, что он был «закостенелым»; постоянство более-менее сохранялось в поводах для ношения и в цветовом регламенте, но приобретаемая у торговцев продукция в значительной степени зависела от моды. Наряды становились богаче в большинстве районов, где продолжали бытовать после 1820 г. — по-видимому, благодаря отмене крепостного права и повышению финансовой обеспеченности. Покрой и комбинация одежды при этом оставались специфическими, а её гамма, как отмечал люховский инженер и фабрикант Карл Хеннингс, яркой на фоне других регионов; впрочем, мужской гардероб после 1850 г. мало отличался от городского.
Комплекты дифференцировались с учётом времяпровождения (работа, танцы, воскресное церковное богослужение, литургия с причащением, свадьба), а также возраста (до 30 лет, после 30 лет, после 40 лет, после 50 лет), семейного статуса и траура.
Рабочий костюм изготавливали почти полностью своими руками; на него шла грубая ткань (в том числе неотбеленная), и многие его части можно было кипятить. Распространение имел пёстрый полосатый колорит (красно-зелёный, зелёно-чёрно-синий, сине-красно-чёрный), с 1840-х гг. исчезавший из праздничного убранства. Обувь присутствовала редко — на усадьбе трудились в деревянных башмаках, а на поле обычно босиком; чулки надевали только в холодную пору.
Танцевальный костюм подбирался женщинами по-разному под разные мероприятия. На именном пивоугощении (Namensbier) в кругу односельчан он походил на рабочий, отличаясь, однако, платком и головным убором. В случае более масштабного торжества — крестьянского пивоугощения (Buerbier), посещаемого жителями соседних деревень, а также гонки за венком (Kranzjagen) и др. — его нарядность возрастала. Несколько раз в году устраивались воскресные танцы, перед которыми в воскресном костюме посещали церковь, а затем меняли, по крайней мере, фартуки и платки.
Воскресный костюм для церкви сам по себе давал возможность покрасоваться. По рассказам информаторов, его любили оценивать, и некоторые даже специально поворачивались туда-сюда, если были хорошо обеспечены. Согласно сведениям ~1900 г., в нём — так же, как и в костюме для причастия — ещё погребали умерших.
Костюм для причастия обязательно получала в подарок на конфирмацию каждая девушка. Он содержал максимально консервативные элементы. Цветной костюм для причастия (bunte Abendmahlstracht), приличествующий до 40 лет, надевали также невесты (а до 1840-х гг. и их подружки) на свадьбу, имея право исполнять в нём танцы; женщинам старшего возраста полагался «ясный» костюм для причастия (klare Abendmahlstracht).
Свадебный костюм невесты насчитывал 8-9 комплектов, поочерёдно сменяемых за всё время свадьбы с целью демонстрации приданого; после венчания новобрачная облачалась в высокопраздничный костюм (hohe Festtracht), который потом до зрелых лет носила при посещении церкви по большим религиозным праздникам.
Траурный костюм подразумевал и повседневные и церковные варианты. Период траура длился почти 2 года, включая в себя четыре стадии: годовой глубокий траур, шестинедельный траур, шестинедельный полутраур (в котором чёрный начинал ослабевать) и заключительный траур (в который уже проникали краски). Пренебречь трауром могли разве что невеста и близкие родственники на время свадьбы с некоторыми ограничениями. Дальние родственники умерших пребывали в глубоком трауре только до похорон.
- Глубокий траур
- Траур
- Полутраур
- Конечный траур

#### Женский костюм
Рубашки (по праздникам декорированные) имели рукава длиной 3/4 или 1/2. В качестве праздничного материала известен тонкий белый лён.
Юбки — однотонные или в полоску — были в целом ярче, чем на севере Люнебургской пустоши в окрестностях Ильцена и Хермансбурга. Они состояли из трёх, реже до шести полотнищ и присбаривались на талии (за исключением передней части) в довольно длинные складки. Повседневным материалом служило плотное, тяжёлое домашнее полусукно «двуплётка» (Beiderwand) с льняной основой и шерстяным утком. У рабочих юбок подол мог быть до икр, у всех остальных обычно достигал щиколоток. Известно, что в селе Прециер (Prezier) носили 4-5 юбок вместе, на 2 дюйма выше щиколотки каждая, и для праздников их шили из тонкого покупного сукна или шёлка.
Лифы облегающего покроя без рукавов и с широким глубоким декольте встречались как на пуговицах, так и на шнуровке. По праздникам из тонкого сукна, у подружек невесты они подобно юбкам могли быть зелёного, синего, фиолетового и коричневого цветов, к тому же с серебряными пуговицами. Помимо лифов надевались ещё жакеты, почти всегда чёрные невзирая на возраст и случай.
Наплечные платки, сложенные по диагонали, носили по-разному: будничные, размером около 57-85 см по стороне — под лифом, нарядные (включая и большие шали, собиравшиеся у шеи во множество складок, и маленькие платки для посещения церкви размером около 42-50 см по стороне, чьи передние два конца скрещивались и скреплялись брошью) — поверх лифа или жакета. Праздничная молодёжная гамма, как и у юбок, допускала даже оттенки красного, но на литургии с причащением и на собственном венчании, а также в траур (помимо чёрных тканей) использовался белый батист, тюль или кисея. Белые платки для причастия с цветной отделкой были разрешены до 40-летнего возраста, после чего заменялись на скромные из плотной кисеи, а далее на совсем простенькие из батиста. Существовали двусторонние шёлковые платки, которые складывали яркой стороной наружу в праздники и мрачной — в траур.
По особым случаям на плечи поверх платка набрасывали разомкнутую спереди тюлевую фрезу с лентами на концах.
Фартуки, длиной до подола юбки или немного короче, для работы шились из льняной домоткани. На выход предпочитались из аналогичных наплечным платкам материй (часто в тон) со столь же типичным декором, а именно тамбурной/ажурной вышивкой (на белом) или бахромой; вдобавок их любили украшать хотя бы одним горизонтальным защипом.
Чепцы, скроенные из трёх сегментов (двух боковых и одного центрального), по своей форме делились на круглые (Runnmützen) и на острые (Timpmützen). Острые чепцы возникли позже, приблизительно в период с 1810-х по 1840-е гг. посредством присбаривания донца и пришивания сзади лент в виде двух-шести больших петель по бокам и двух свободно висящих хвостов снизу; Вильгельмина Шульц 1875 г. рождения из Кюстена вспоминала, что их носили только «настоящие» вендландки и дочери фермеров, «которые могли потратить чуть больше денег». Обе разновидности выполнялись в трёх цветовых вариантах — красном (из шёлкового атласа), золотом (из парчи) и чёрном (из бархата/шёлкового атласа, шёлковой тафты, матового шёлка и тусклого полушёлка в порядке от более к менее блестящему с возрастом); там, где они бытовали вместе, укоренился следующий регламент:
- Круглый красный чепец — со школьного возраста до конфирмации.
- Острый красный чепец — от конфирмации до помолвки.
- Острый золотой чепец — с помолвки до свадьбы (не раньше 16-17 лет), затем только по большим праздникам до конфирмации дочери.
- Острый чёрный чепец — со вступления в брак или, самое позднее, с 30-35 лет (не считая конфирмации и литургий с причащением).

Изготовление частью брали на себя, частью доверяли мастерицам, в частности, Минне Флёмер, работавшей над острыми чепцами в Люхове в 1883—1895 гг. Отделка имела нюансы: у красных чепцов обычно отсутствовал рудимент нижнего чепчика — полоска белого тюлевого кружева или плиссированного льняного батиста, пришиваемая к краю спереди; треугольное/трапециевидное «зерцало» (Spiegel), декорированное (но не всегда) бисером и металлическими пайетками, у острых чепцов располагалось на затылке узкой частью вниз, а у круглых на темени углом вперёд; длинные ленточные завязки красным чепцам подбирали в целом ярче (например, даже зелёные или красные), чёрным скромнее (до 40 лет бело-цветные без красного, потом чёрные/чёрно-белые); концы задних лент у острых чепцов могли испещряться поперечными рядами бисерной вышивки.

При работе в поле голову покрывали «лопастью» (Flünck) — капюшоном, представлявшим собой платок на выгнутой картонной подложке длиной 18 дюймов.
Свадебные венцы с открытым верхом надевали невесты-девственницы в первые два дня свадьбы, а также их подружки. Для их создания использовались мирт, искусственные цветы, поталь, золотые и серебряные бусины. Широкие (даже «в ладонь») шёлковые ленты на венцах невест достигали щиколоток, на венцах подружек — колен; расцветка была принята кремовая или другая пастельная, с тканым флоральным узором нежно-зёленого, синего или фиолетового оттенков. Количество лент варьировалось, но кроме передних, закрепляемых на груди наряду с букетиком (изначально розмариновым, позже из искусственных цветов) и специальной рюшкой, ещё как минимум две свисали сзади.
Длинные цветные и часто вышитые перчатки — например, фиолетовые со светлой вышивкой — являлись торжественным аксессуаром. Во время работы руки защищали от солнца съёмными рукавами.

#### Мужской костюм
Задокументировано ношение по праздникам белых рубашек с вышивкой на вороте, плечах и манжетах. В селе Ямельн (Jameln) праздничные рубашки имели широкие рукава и комбинировались с красным шейным платком (впрочем, шейный платок у женихов в Вендланде мог быть чёрным).
Кюлоты быстро вышли из употребления в начале XIX в. Уже в 1817 г. пастор Гравенхорст из Вустрова сообщал, что по праздникам мужчины надевали длинные панталоны; кюлоты же, согласно его свидетельству, весной и летом носили без чулок. Материал (сначала двуплётка, затем полусукно-«трёхремизка» Dreikamm и сукно) и цвет (сначала в разноцветную полоску или белый, затем синий и чёрный) также не избежали перемен. Для предохранения рабочих штанов от грязи — например, от смолы на лесозаготовках — повязывали белый льняной фартук.
Жилеты до первых десятилетий XIX в. делались из цветной полосатой двуплётки, которую в итоге вытеснили трёхремизка, тонкое сукно и атлас тёмного цвета; зафиксирован и полосатый плюш. Покрой характеризовался высоким вырезом и часто небольшим воротником.
Верхней одеждой выступали короткие пиджаки и длинные сюртуки; в селе Тармиц (Tarmitz) первые использовались по будням, а вторые по выходным. Пиджаки из полосатой двуплётки (чёрно-красной, чёрно-зелёной, красно-зелёной) утрачивали популярность, вытесняясь пиджаками и сюртуками из трёхремизки и сукна приглушённого окраса: тёмно-синего, тёмно-коричневого, чёрного. У женихов сюртуки украшались нагрудными гирляндами розмарина, а у их сопровождающих розмариновой веточкой; упомянуты также длинные тонкие белые платки, висевшие за спинами из левых подмышек.

Для работы ранее использовался белый льняной балахон «предрубашка» (Vorhemd).
В качестве рабочего головного убора фигурировали соломенные шляпы, в качестве повседневного — шапки-колпаки из хлопчатобумажной ткани (в том числе белой с синими полосами). К парадным шляпам, снабжавшимся кокардой, на свадьбу прикрепляли розмариновый/искусственный веночек; их фасон менялся от треуголки к цилиндру. Со временем распространились также «шапка в семь талеров» (Söbendalersmütze) с кожаным козырьком, суконная шапка (Tuchkappe) и круглая фетровая шляпа (runde Filzhut).